# 泉ゆたか
泉 ゆたか（いずみ ゆたか、1982年 - ）は、日本の小説家。

## 来歴
2016年『お師匠さま、整いました!』で第11回小説現代長編新人賞を受賞し、デビュー。
2019年『髪結百花』で第8回日本歴史時代作家協会賞（新人賞）および第2回細谷正充賞を受賞。

## 作品リスト

### 小説
- 『お師匠さま、整いました!』（講談社） 2017年1月、のち講談社文庫 2019年1月
- 『髪結百花』（KADOKAWA） 2018年12月、のち角川文庫 2022年3月
- 『おっぱい先生』（光文社） 2020年5月、のち改題『世田谷みどり助産院』（光文社文庫） 2025年3月
- 『れんげ出合茶屋』（双葉社） 2022年9月
- 『君をおくる』（光文社） 2023年4月
- 『おばちゃんに言うてみ?』（新潮社） 2023年8月
- 『ユーカラおとめ』（講談社） 2024年2月
- 『蔦屋の息子』（PHP文芸文庫） 2024年9月

#### 「お江戸けもの医 毛玉堂」シリーズ
- 『お江戸けもの医 毛玉堂』（講談社） 2019年7月、のち講談社文庫 2022年10月
- 『玉の輿猫 お江戸けもの医 毛玉堂』（講談社文庫） 2022年11月
- 『うぬぼれ犬 お江戸けもの医 毛玉堂』（講談社文庫） 2025年1月

#### 「おんな大工お峰 お江戸普請繁盛記」シリーズ
- 『江戸のおんな大工』（KADOKAWA） 2020年7月、のち改題『おんな大工お峰 お江戸普請繁盛記』（角川文庫） 2023年3月
- 『おしどり長屋 おんな大工お峰 お江戸普請繁盛記』（角川文庫） 2023年10月

#### 「お江戸縁切り帖」シリーズ
- 『雨あがり お江戸縁切り帖』（集英社文庫） 2020年12月
- 『幼なじみ お江戸縁切り帖』（集英社文庫） 2021年8月
- 『恋ごろも お江戸縁切り帖』（集英社文庫） 2022年7月
- 『母子草 お江戸縁切り帖』（集英社文庫） 2023年9月
- 『旅立ちの空 お江戸縁切り帖』（集英社文庫） 2024年5月

#### 「眠り医者ぐっすり庵」シリーズ
- 『猫まくら 眠り医者ぐっすり庵』（実業之日本社文庫） 2021年2月
- 『朝の茶柱 眠り医者ぐっすり庵』（実業之日本社文庫） 2022年2月
- 『春告げ桜 眠り医者ぐっすり庵』（実業之日本社文庫） 2023年2月
- 『京の恋だより 眠り医者ぐっすり庵』（実業之日本社文庫） 2024年2月
- 『うたたね湯呑 眠り医者ぐっすり庵』（実業之日本社文庫） 2025年2月

#### 「幽霊長屋、お貸しします」シリーズ
- 『幽霊長屋、お貸しします（一）』（PHP文芸文庫） 2023年7月
- 『幽霊長屋、お貸しします（二）』（PHP文芸文庫）2023年7月

#### 「横浜コインランドリー」シリーズ
- 『横浜コインランドリー』（祥伝社文庫） 2023年11月
- 『横浜コインランドリー 今日も洗濯日和』（祥伝社文庫） 2024年6月

### アンソロジー その他
- 『ふしぎ〈霊験〉 時代小説傑作選』（PHP文芸文庫） 2021年9月

「潮の屋敷」
- 『五分後にホロリと江戸人情』（講談社文庫） 2022年3月

「まっさら」「濡れ衣」「枕屏風」「きたなたろう」
- 『短編旅館』（集英社文庫） 2022年12月

「宝塚の騎士」
- 『おつとめ〈仕事〉 時代小説傑作選』（PHP文芸文庫）2023年9月

「婿さま猫」
- 『いくつになっても江戸の粋』（光文社文庫） 2024年2月

「いくばくも」